# Сєдак Ігор Микитович
І́гор Мики́тович Сєдак (3 жовтня 1923, Полтава — 12 січня 2009, Київ) — український архітектор, член Національної спілки архітекторів України, заслужений архітектор УРСР (1977), лауреат Державної премії СРСР (1978) в царині архітектури — за ландшафтну архітектуру центру Донецька, академік Академії мистецтв України (2004).
Батько Олександра Сєдака, також Заслуженого архітектора України.

## Нагороди
І. М. Сєдак також кавалер орденів Богдана Хмельницького, Трудового Червоного Прапора, Вітчизняної війни 1 ступеня, Червоної Зірки. Нагороджений Почесною грамотою ВР УРСР, срібною медаллю Всесоюзної виставки досягнень народного господарства СРСР.

## Джерело
- Сєдак Ігор Микитович. academia.gov.ua. Національна академія мистецтв України. Архів оригіналу за 15 березня 2016. Процитовано 12 березня 2025.